# Ditassa oberdanii
Ditassa oberdanii är en oleanderväxtart som beskrevs av J. Fontella Pereira och M. C. Alvarez Pereira. Ditassa oberdanii ingår i släktet Ditassa och familjen oleanderväxter. Inga underarter finns listade i Catalogue of Life.